# 余永麟墓道石刻
余永麟墓道石刻位于中国浙江省宁波市鄞州区五乡镇宝同村九峰山庄，明代墓葬，墓道坐北朝南，墓葬分墓室和神道两部分，现墓室已圮，神道改变，部分石刻移位，原墓道总长50米，宽10米，由东而西依次排列有石笋、石狮、石羊、石虎、石马、牌坊、文臣等石刻造象，有石文相一对、石马一对、石虎一件、石羊一对，石虎和石羊已迁至山下墓园内保存，石狮已迁至东钱湖石刻博物馆，石笋和牌坊已毁，2002年10月公布为鄞州区文物保护单位:426。